# Maria Elise Rivas

Mãe Maria Elise Rivas

Maria Elise Rivas (Mãe Maria Elise Rivas) é sacerdotisa, sucessora de Francisco Rivas Neto, e pesquisadora das religiões afro-brasileiras, autora e organizadora de livros, bem como de artigos acadêmicos, na área de Teologia Afro-brasileira e Ciências da Religião. Foi professora e vice-diretora da FTU, instituição de nível superior que foi mantida pela Ordem Iniciática do Cruzeiro Divino, instituição religiosa sem fins lucrativos da qual é atualmente a dirigente. Na direção dessa instituição, é curadora de projetos socioculturais. Semanalmente, faz postagens e vídeos que publica nas mídias oficiais de sua instituição (site, Facebook, Instagram e YouTube).

## Sacerdotisa das religiões afro-brasileiras
Mãe Maria Elise Rivas foi filha de santo de Francisco Rivas Neto, sendo por ele iniciada nos núcleos das umbandas, encantarias e candomblés. Com o falecimento de Francisco Rivas Neto em 2018, tornou-se dirigente da Ordem Iniciática do Cruzeiro Divino (OICD). Assim, é conhecida como Mestra Yamaracyê nas umbandas e Íyá Bê Ty Ogodô no candomblé. Suas casas de santo ou terreiros estão situados em São Paulo e no litoral paulista, em Itanhaém. Atuante na divulgação, promoção e defesa das religiões afro-brasileiras.

### Áreas de pesquisa e educação
Como professora e vice-diretora da FTU, foi a única mulher a participar, como representante de instituição de ensino superior no âmbito de teologia, das reuniões organizadas pelo Ministério da Educação para estabelecimento das Diretrizes Curriculares Nacionais (DCNs) para Teologia, com instituições de ensino superior credenciadas. O texto foi aprovado em 12 de março de 2014 para homologação, com homologação publicada no Diário Oficial da União em 8 de setembro do mesmo ano.
Teóloga e especialista em Teologia das Religiões Afro-Brasileiras pela FTU, também é mestra e doutora em Ciências da Religião (PUC-SP). Seu trabalho de conclusão de curso da graduação foi publicado com o título "O mito de origem", a respeito do mito fundador da umbanda, assunto sobre o qual se debruçou por anos, tendo dado entrevista a respeito. Sua dissertação de mestrado está disponível gratuitamente para leitura, intitulada Teologia usa saias?, bem como sua tese de doutorado, intitulada "Tem mulher na macumba 'sim sinhô'".

É diretora e presidenta do conselho editorial da revista Estudos Afro-Brasileiros.
Membro efetivo da Academia Itanhaense de Letras.

#### Livros publicados
- Umbanda: o despertar da essência (1995) - Ícone
- Fun Chan Chun (1998) - Ícone
- O mestre iluminando consciências (2002) - Ícone
- Teologia da tradição oral (Coautora, 2014) - Arché Editora
- O mito de origem (2013) - Arché Editora
- Teologia afro-brasileira (Coorganizadora, 2014) - Arché Editora
- Teologia usa saias? (2017) - Arché Editora
- Os Invisibilizados (Organizadora, 2018) - Arché Editora
- OICD - Escola de Iniciação desde 1970 - Vigência 2019 - Arché Editora
- Violência em cores (Organizadora) (2019) - Arché Editora
- O mestre iluminando consciências (segunda edição, revista e ampliada, 2020) - Aláfia Editora
- O que reza minha tradição: umbanda esotérica ou iniciática (2020) - Aláfia Editora
- Umbanda: o despertar da essência (segunda edição revista e ampliada, 2021) - Aláfia Editora
- Paradoxos (2024)[12][13]
- Encantamento (Organizadora) (2024)[14][15] - OICD

### Projetos socioculturais
Em novembro de 2018, como atividade integrante da Semana da Consciência Negra, Mãe Maria Elise Rivas foi curadora da exposição "Os invisibilizados", sediada no Fórum da Comarca de Itanhaém, com apoio da Prefeitura Municipal. O livro homônimo é oriundo desta exposição, que buscou apresentar personagens negras importantes nas artes, política e religião do país.
Em 13 de abril de 2019, Mãe Maria Elise Rivas promoveu o Seminário de Valorização das Tradições e Cultura das Religiões Afro-Brasileiras em Petrópolis, aberto e gratuito, para encontro e diálogo de adeptos das religiões afro-brasileiras e o público geral.
Em agosto 2019, Mãe Maria Elise Rivas deu continuidade à Festa "A Corte dos Òrìṣà", em Itanhaém, iniciada por Francisco Rivas Neto em 2017 e cuja segunda edição Mãe Maria Elise Rivas realizou em 2018. Trata-se de Festa com mote na divulgação e celebração da cultura afro-brasileira, com danças, artes e gastronomia relacionadas. O nome da festa deve-se a um painel artístico feito nos muros de um dos terreiros da OICD, sediado na cidade, à rua Beritiba. Em 2019, dia 31 de agosto, foi realizada a III edição da Festa "A Corte dos Òrìṣà", com a participação de artistas de Itanhaém e região.
Em fevereiro de 2019, Mãe Maria Elise Rivas foi curadora da exposição "Carnaval cultural: entre histórias", sediada no Fórum da Comarca de Itanhaém, com apoio da Prefeitura Municipal. A exposição buscou retratar a história do samba como originário dos terreiros, com personagens como Donga, que fazia parte do círculo de Tia Ciata e recolheu cânticos religiosos comuns às religiões afro-brasileiras de então e os publicou como de autoria própria.
Em novembro de 2019, Mãe Maria Elise Rivas foi curadora da exposição "Violência em cores", sediada no Fórum da Comarca de Itanhaém, com apoio da Prefeitura Municipal.  A exposição baseou-se em dados do censo do IBGE, Dieese e PNAD para mostrar a desigualdade que aflige a população por causa do racismo.

De 2017 a 2020, a instituição OICD realiza o evento “A Corte dos Òrìṣà", que em 2021 esteve em sua quinta edição. Inaugurado por F. Rivas Neto, de 2018 a 2021 foi realizado por Mãe Maria Elise Rivas. Realizado de modo on-line em 2020 e 2021 em virtude da pandemia de Covid-19, contou na quinta edição com artistas como MV Bill e João Bosco, tendo como mote a solidariedade para angariar recursos para aquisição de cestas básicas que são distribuídas desde abril de 2020 a pessoas vulneráveis na cidade de Itanhaém (SP).

### Ação social
Desde  abril de 2020, a instituição mantém uma ação social de distribuição de cestas básicas mensalmente a pessoas vulneráveis na cidade de Itanhaém intitulada "Terreiros fechando portas e abrindo os corações: solidariedade já", motivada com o início da pandemia de Covid-19. Nos dias de entregas, vídeos e imagens da distribuição são disponibilizados nas mídias da OICD, instituição dirigida por Mãe Maria Elise Rivas.

### Revista Estudos Afro-Brasileiros
Em 2020, Mãe Maria Elise Rivas, que é Dra. em Ciências da Religião pela PUC-SP, inaugurou em maio de 2020 a revista Estudos afro-brasileiros, publicação impressa (ISSN 2675-3227) e on-line (e-ISSN 2675-3219), composta por conselho editorial com renomados pesquisadores das religiões afro-brasileiras e de caráter internacional. Sua publicação é semestral e possui DOI.